# Satz von Barratt-Priddy-Quillen
Der Satz von Barratt-Priddy-Quillen ist ein Lehrsatz aus der stabilen Homotopietheorie, einem Teilgebiet der algebraischen Topologie innerhalb der Mathematik. Er ist nach Michael Barratt, Stewart Priddy und Daniel Gray Quillen benannt.

## Aussage
Bezeichne {\displaystyle S^{n}} die {\displaystyle n}-dimensionale Sphäre und {\displaystyle Map_{0}(S^{n},S^{n})} den Raum der Abbildungen {\displaystyle f\colon S^{n}\to S^{n}} vom Grad 0 mit {\displaystyle f(x)=x} für einen fest gewählten Punkt {\displaystyle x\in S^{n}}, mit der Topologie der gleichmäßigen Konvergenz. Weiter bezeichne {\displaystyle \Sigma _{n}} die symmetrische Gruppe aus {\displaystyle n} Elementen und {\displaystyle \textstyle \Sigma _{\infty }=\bigcup _{n}\Sigma _{n}} sowie {\displaystyle H_{k}(\Sigma _{n})} die {\displaystyle k}-te Homologiegruppe.
Der Satz von Barratt-Priddy besagt
{\displaystyle H_{k}(\Sigma _{n})=H_{k}(Map_{0}(S^{n},S^{n}))}
für alle {\displaystyle n\geq 2k}.
Eine äquivalente Formulierung besagt
{\displaystyle \mathbb {Z} \times B\Sigma _{\infty }^{+}\simeq \Omega ^{\infty }S^{\infty }}.
Hierbei bezeichnet {\displaystyle B\Sigma _{\infty }^{+}} die Anwendung der Plus-Konstruktion auf den klassifizierenden Raum {\displaystyle B\Sigma _{\infty }}.
Insbesondere erhält man den folgenden Zusammenhang zur stabilen Homotopiegruppe der Sphäre:
{\displaystyle \pi _{i}(B\Sigma _{\infty }^{+})=\pi _{i}^{s}(S^{0})}